# PSA-Benutzungsverordnung
Die PSA-Benutzungsverordnung (PSA-BV) ist eine deutsche Verordnung zur Umsetzung der Europäischen Richtlinie 89/656/EWG im Arbeitsschutz.
Die Verordnung regelt die Bereitstellung persönlicher Schutzausrüstungen (PSA) durch den Arbeitgeber sowie deren Benutzung durch die Beschäftigten (§ 1).
§ 2 beschreibt die grundlegenden Anforderungen, die der Arbeitgeber bei Beschaffung, Wartung und Lagerung zu beachten hat.
§ 3 enthält Hinweise für die Unterweisung der Mitarbeiter über die Benutzung von PSA.
Gemäß § 3 Abs. 3 ArbSchG hat grundsätzlich der Arbeitgeber die entstehenden Kosten zu tragen.